# Списак сликара/Ч
| Сликари: A Б В Г Д Ђ Е Ж З И Ј К Л Љ М Н Њ О П Р С Т Ћ У Ф Х Ц Ч Џ Ш |

## Ча..
Јозеф Чапек (1887—1945), чешки сликар
Јозеф Чапски, пољски сликар
Том Чарапић (рођен 1939), сликар
Мајкл Реј Чарлс (рођен 1967)
Марћин Чарни, пољски сликар
Владислав Чахорски, пољски сликар

## Че..
Марко Челебоновић (1902—1986), српски сликар
Бартоломео Чези (1556—1629)
Август Чернигој (1898—1985), сликар
Шимон Чехович, пољски сликар
Фредерик Едвин Черч (1826—1900), амерички сликар
Теодор Илић Чешљар (1746—1793), српски сликар

## Чи..
Чимабуе (1240—1302), италијански сликар
Титуш Чижевски, пољски сликар
Франц Чижек (1865—1946)
Омар Чкаидзе (рођен 1944), грузијско-руски сликар
Јозе Чуха (рођен 1924), сликар, графичар и илустратор
| Сликари: A Б В Г Д Ђ Е Ж З И Ј К Л Љ М Н Њ О П Р С Т Ћ У Ф Х Ц Ч Џ Ш |